# Sport-Club Juventus 1899
Questa voce raccoglie le informazioni riguardanti lo Sport-Club Juventus nelle gare della stagione 1899.

## Storia
Come campo sportivo veniva utilizzata la piazza d'armi in località Crocetta.
Gli incontri di calcio erano inizialmente limitati a partite tra soci, sino a che non furono sfidati in amichevole dal Torinese, che aveva già partecipato al primo campionato di calcio italiano nel 1898. L'incontro, disputatosi nel 1899 alla Piazza d'Armi, terminò con una forte affermazione del Torinese, che segnò cinque reti contro le zero della Juventus. Della formazione juventina facevano parte Tamagnone (con il ruolo di portiere), Gioacchino Armano, Ferdinando Chiapirone, Carlo Ferrero, Carlo Vittorio Varetti, Domenico Donna, Guido Botto, Luigi Gibezzi, Enrico Canfari, Luigi Forlano e Umberto Malvano.
Sempre nel 1899 la società organizzò il "Trofeo Juventus", disputatosi alla Piazza d'Armi, a cui parteciparono quattro formazioni locali tra cui Juventus, Estudiantina, Audace Torino e il Ginnastica di Torino. Il vincitore del torneo è ignoto.. La maglia della squadra, adottata in occasione del torneo “Trofeo Juventus”, fu rosa, con cravatta nera o papillon nero, berrettino bianco e pantaloncino nero e una fascia nera a cingere la vita e rimarrà in uso fino alla fine del 1901, quando l'8 dicembre si passa al bianconero; fu il padre di uno dei soci a mettere a disposizione una pezza di percalle e la signora Adele ed Eva Caligaris, madre e cugina dei fratelli Canfari, ritagliarono e cucirono le camicie.
Nel corso dell'anno si registrano ulteriori amichevoli con l'Albergo di Virtù, Ginnastica Torino e il 3 dicembre nuovamente contro il Torinese, partita che vide l'affermazione della Juventus per 2-1.

## Divise
Nel 1899 accadde il primo cambio nei colori societari: la squadra abbandonò infatti la divisa originale, costituita da una camicia bianca, per adottarne una di colore rosa, con cravatta o papillon nero, che rimarrà in uso fino al 1901.
| Manica sinistra · Maglietta · Maglietta · Manica destra · Pantaloncini · Calzettoni | Manica sinistra · Maglietta · Maglietta · Manica destra · Pantaloncini · Calzettoni |

## Organigramma societario
Area direttiva
- Presidente: Enrico Canfari / Antonio Villanova[8]
- Segretario Cassiere: Enrico Piero Molinatti
- Consiglieri: Domenico Donna, Zeffirino Ferraris, Carlo Ferrero, Antonio Villanova

Area tecnica
- Allenatore:
- Referee: Enrico Canfari

## Rosa
| N. |                   | Ruolo | Calciatore            |
| -- | ----------------- | ----- | --------------------- |
|    | Italia (bandiera) | P     | Beniamino Nicola      |
|    | Italia (bandiera) | P     | Domenico Tamagnone    |
|    | Italia (bandiera) | D     | Ferdinando Chiapirone |
|    | Italia (bandiera) | D     | Francesco Daprà       |
|    | Italia (bandiera) | D     | Carlo Ferrero         |
|    | Italia (bandiera) | D     | Ugo Rolandi           |
|    | Italia (bandiera) | C     | Alfredo Armano        |
|    | Italia (bandiera) | C     | Gioacchino Armano     |
|    | Italia (bandiera) | C     | Guido Botto           |

| N. |                   | Ruolo | Calciatore             |
| -- | ----------------- | ----- | ---------------------- |
|    | Italia (bandiera) | A     | Alberto Barberis       |
|    | Italia (bandiera) | A     | Domenico Donna         |
|    | Italia (bandiera) | A     | Luigi Gibezzi          |
|    | Italia (bandiera) | A     | Carlo Vittorio Varetti |
|    | Italia (bandiera) |       | Luigi Curti            |
|    | Italia (bandiera) |       | Aldo Dragone           |
|    | Italia (bandiera) |       | Eduardo Ghigliardi     |
|    | Italia (bandiera) |       | Eugenio Mondino        |
|    | Italia (bandiera) | A     | Luigi Forlano          |
|    | Italia (bandiera) | A     | Umberto Malvano        |

## Risultati

### Amichevoli
| Torino 30 aprile 1899 Amichevole    | Juventus  | 0 – 5 | Torinese | Campo di Piazza d'Armi di Torino |
| \| \| \| \| \| \| Marcatori \| ? \| |           |       |          |                                  |
|                                     |           |       |          |                                  |
|                                     | Marcatori | ?     |          |                                  |

| Torino 4 giugno 1899 Amichevole | Juventus | ? – ? | Albergo di Virtù | Campo di Piazza d'Armi di Torino |

| Torino 11 giugno 1899 Amichevole    | Juventus  | 3 – 0 | Istituto Tecnico Germano Sommellier | Campo di Piazza d'Armi di Torino |
| \| \| \| \| \| ? \| Marcatori \| \| |           |       |                                     |                                  |
|                                     |           |       |                                     |                                  |
| ?                                   | Marcatori |       |                                     |                                  |

| Arbitro: | Jourdan (Torino) |

|   |           |   |
| ? | Marcatori | ? |

### Trofeo Juventus
| Torino 14 maggio 1899 1ª giornata | Juventus | ? – ? | Estudiantina | Campo di Piazza d'Armi di Torino |

| Torino 21 maggio 1899 2ª giornata | Juventus | ? – ? | Audace Torino | Campo di Piazza d'Armi di Torino |

| Torino 28 maggio 1899 3ª giornata | Juventus | ? – ? | Ginnastica Torino | Campo di Piazza d'Armi di Torino |